# Taddeo di Edessa
Addaï, noto in greco come Taddeo (fl. I secolo), è stato un vescovo siro, considerato, dalla Chiesa cristiana, uno dei settanta discepoli di Gesù e il fondatore della chiesa di Edessa, venerato come santo da tutte le Chiese che ammettono il culto dei santi.
Non va confuso con il più noto Giuda Taddeo, che era uno dei Dodici apostoli.

## Agiografia
Addai, identificato da Eusebio di Cesarea come il discepolo Taddeo era un ebreo della città siriaca di Edessa di Mesopotamia. Fu uno dei settantadue discepoli: giunto a Gerusalemme in un'occasione di una festività ebraica, avrebbe sentito della predicazione di Giovanni Battista e si sarebbe fatto battezzare da lui nel fiume Giordano; rimasto in Palestina, divenne un discepolo di Gesù e sarebbe stato scelto da lui come evangelizzatore nel novero dei Settanta. Dopo l'Ascensione, avrebbe predicato in Siria e Mesopotamia, fino alla famosa conversione del re Abgar, del popolo e dei sacerdoti pagani di Edessa grazie a numerosi miracoli. Lì avrebbe consacrato presbiteri e stabilito una chiesa locale. È infatti considerato il fondatore della chiesa di Edessa, di cui sarebbe stato il primo vescovo. Avrebbe poi predicato – accompagnato da due discepoli: Aggai (o Haggai) e Mari – in altre città, tra cui Beirut, dove avrebbe fondato un'altra chiesa e sarebbe morto il 3 settembre 44 secondo il Menaion slavonico. Secondo altre tradizioni sarebbe morto ad Edessa; secondo una tradizione armena, sarebbe morto martire il 21 dicembre 50 dopo una serie di torture e un colpo di spada nella regione dell'Artsakh.

### Leggenda di Abgar
Secondo Eusebio, Taddeo fu il protagonista della «Leggenda di Abgar». La leggenda vuole che Abgar V, Signore di Edessa, fosse affetto da una grave malattia. Avendo sentito parlare dei miracoli operati da Gesù, gli scrisse riconoscendone la natura divina, chiedendogli aiuto e offrendogli asilo nel proprio palazzo. La tradizione vuole che Gesù declinasse l'invito non potendo egli predicare fuori da Israele, ma che promettesse di inviare uno dei suoi discepoli, dotato del suo stesso potere, dopo la sua ascensione al cielo. Tommaso avrebbe inviato Addai a guarire re Abgar.
Oltre alla ricostruzione di Eusebio, esiste un'altra fonte che riporta il medesimo avvenimento: la Dottrina di Addai, risalente all'anno 400 circa. In questo testo è inserita anche la notizia che Addai trasfigurò dinanzi ad Abgar e che gli donò l'immagine di Cristo nel Mandylion (detto anche "immagine di Edessa": un telo su cui era impresso il volto di Gesù Cristo).

## Culto
La Chiesa ortodossa siriaca, e la Chiesa d'Oriente (figlia della precedente), lo considerano il loro secondo fondatore dopo l'apostolo Tommaso.
Non è menzionato nel martirologio romano. È però ricordato nel calendario ortodosso, dove è commemorato il 21 agosto insieme a Mari, vescovo convertito dallo stesso Taddeo e a lui succeduto nella sede vescovile di Edessa.

## Nella letteratura cristiana
A Taddeo (Addai) fa riferimento il succitato testo apocrifo siriaco, intitolato Dottrina di Addai, che narra in toni agiografici la sua attività missionaria, nonché la versione di Eusebio di Cesarea nella sua Storia ecclesiastica.
Taddeo compare in due apocalissi attribuite a Giacomo il Giusto, prima sconosciute, ritrovate nel 1945 a Nag Hammadi.
Ad Addai e Mari la tradizione attribuisce l'Anafora di Addai e Mari, liturgia risalente a prima dell'anno 431 (se non del III secolo) in uso nella Chiesa nestoriana e, con alcune modifiche, nella Chiesa cattolica caldea.